# Château d'eau de Galernaya
 (octobre 2021).
Le château d'eau de Galernaya (en russe : Водонапорная башня у Галерной гавани)  est un monument de l'architecture industrielle de Saint-Pétersbourg datant du XIXe siècle. Il est situé dans le quartier Vasileostrovsky, l'adresse est le canal Shkipersky, numéro 25.
Il a été construit en 1894 selon le projet des ingénieurs Kutorikh et Yakovlev ,. Jusqu'en 1995, il fonctionnait et était utilisé aux fins prévues.
Il est inclus dans la liste des objets du patrimoine historique et culturel d'importance fédérale russe situé à Saint-Pétersbourg, approuvé par le décret du gouvernement de la fédération de Russie n° 527 du 10 juillet 2001.

## Architecture
Dans le plan, la tour est un rectangle aux angles biseautés. La majeure partie est faite de briques rouges. L'étage supérieur est réalisé sous la forme d'un bloc de bois, garni de planches.

## Liens
- Photos et description de l'objet